# Edin Delić
Edin Delić (tur. Nedim Dal) (1975.) je bivši turski košarkaš i bivši reprezentativac rođenjem iz BiH. Igrao je na mjestu centra. Visine je 211 cm. Igrao je u Euroligi sezone 1998./99. za turski Efes Pilsen.[nedostaje izvor]
Karijera po sezonama:
- 2001. – 2002.: KK Union Olimpija Ljubljana, Fenerbahce
- 2002. – 2003.: Oyak Renault
- 2003. – 2004.: Turk Telekom
- 2005. – 2006.: Tekelspor Istanbul
- 2006. – 2007.: Mersin Buyuksehir B.
- 2007. – 2011.: Oyak Renault
- 2011. – 2012.: Antalyaspor